# Elmar Borrmann
Pour les articles homonymes, voir Borrmann.
Elmar Borrmann, né le 18 janvier 1957 à Stuttgart, est un escrimeur allemand spécialiste de l'épée. Avant 1991 et la réunification allemande, il a concouru sous les couleurs de l'Allemagne de l'Ouest.

## Palmarès
- Jeux olympiques
  -  Médaille d'or par équipes aux Jeux olympiques de 1984 à Los Angeles
  -  Médaille d'or par équipes aux Jeux olympiques de 1992 à Barcelone
  -  Médaille d'argent par équipes aux Jeux olympiques de 1988 à Séoul

- Championnats du monde d'escrime
  -  Médaille d'or par équipes aux championnats du monde d'escrime 1995 à La Haye
  -  Médaille d'or par équipes aux championnats du monde d'escrime 1986 à Sofia
  -  Médaille d'or aux championnats du monde d'escrime 1983 à Vienne
  -  Médaille d'argent par équipes aux championnats du monde d'escrime 1999 à Séoul
  -  Médaille d'argent par équipes aux championnats du monde d'escrime 1997 au Cap
  -  Médaille d'argent par équipes aux championnats du monde d'escrime 1994 à Athènes
  -  Médaille d'argent par équipes aux championnats du monde d'escrime 1989 à Denver
  -  Médaille d'argent par équipes aux championnats du monde d'escrime 1987 à Lausanne
  -  Médaille d'argent par équipes aux championnats du monde d'escrime 1983 à Vienne
  -  Médaille d'argent par équipes aux championnats du monde d'escrime 1979 à Melbourne
  -  Médaille de bronze par équipes aux championnats du monde d'escrime 1993 à Essen
  -  Médaille de bronze par équipes aux championnats du monde d'escrime 1991 à Budapest
  -  Médaille de bronze aux championnats du monde d'escrime 1981 à Clermont-Ferrand

- Championnats d'Europe d'escrime
  -  Médaille d'argent aux championnats d'Europe d'escrime 1996 à Limoges

- Coupe du monde d'escrime
  - Vainqueur en 1983